# Pierre Authier
Pierre Authier est un designer automobile français né en 1971. Responsable du design notamment sur les Peugeot 208 I et 2008 I, il occupe de 2013 à 2018 cette fonction chez Citroën.

## Biographie

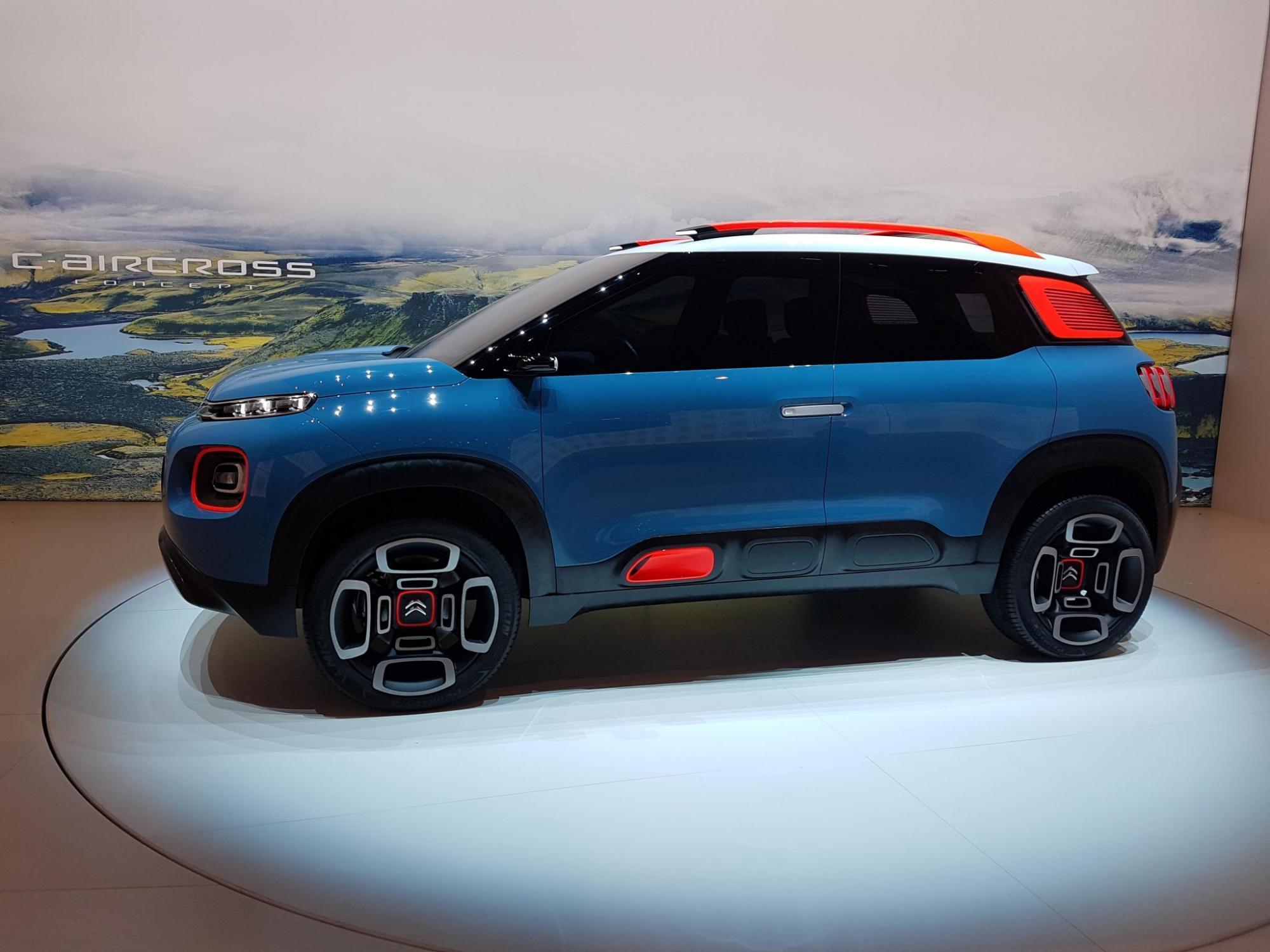
Citroën C-Aircross concept, préfigurant la C3 Aircross.

Diplômé de l'École nationale supérieure d'arts et métiers, Pierre Authier intègre ensuite l'Art Center College of Design de Vevey, en Suisse, il entre chez Peugeot en 1997, recruté par Gérard Welter. D'abord styliste extérieur, il devient en 1999 assistant manager du design sur la 307. Il passe ensuite designer en chef sur la 308 de 2007, puis signe la 208, qui inaugure l'intérieur « e-cockpit », et notamment la sportive GTi, qui renvoie au mythe de la 205 GTi. On lui doit également le SUV urbain la 2008, mais aussi le concept-car EX1 de 2010. En 2012, il est nommé directeur design pour Citroën. Il est notamment chargé du design de la e-Méhari, puis du SUV urbain C3 Aircross.
En 2014, la branche Europe du magazine Automotive News lui décerne son prix « Rising Star », qui récompense le meilleur designer de l'année.

## Galerie

Quelques travaux de Pierre Authier
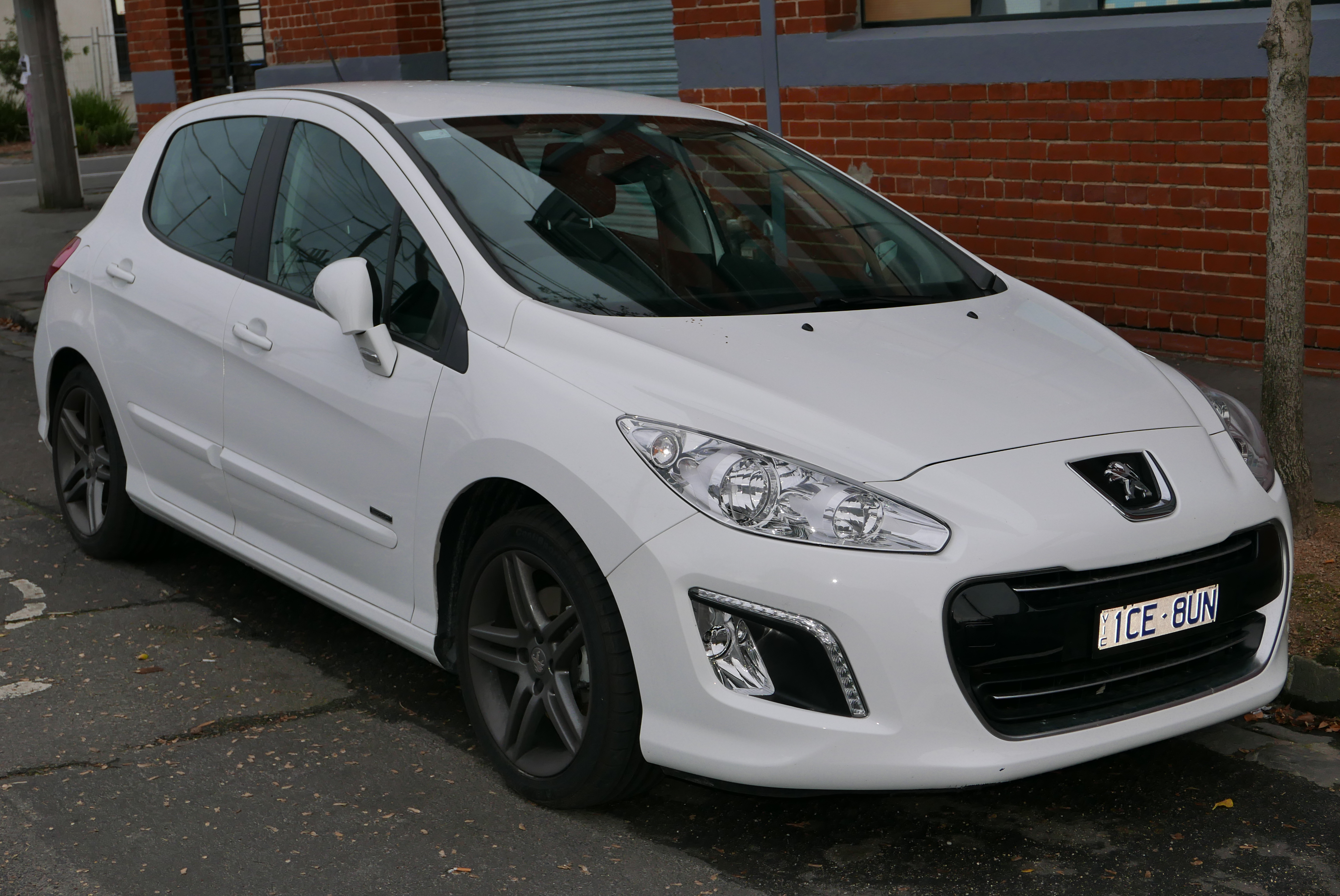
Peugeot 308 I restylée.
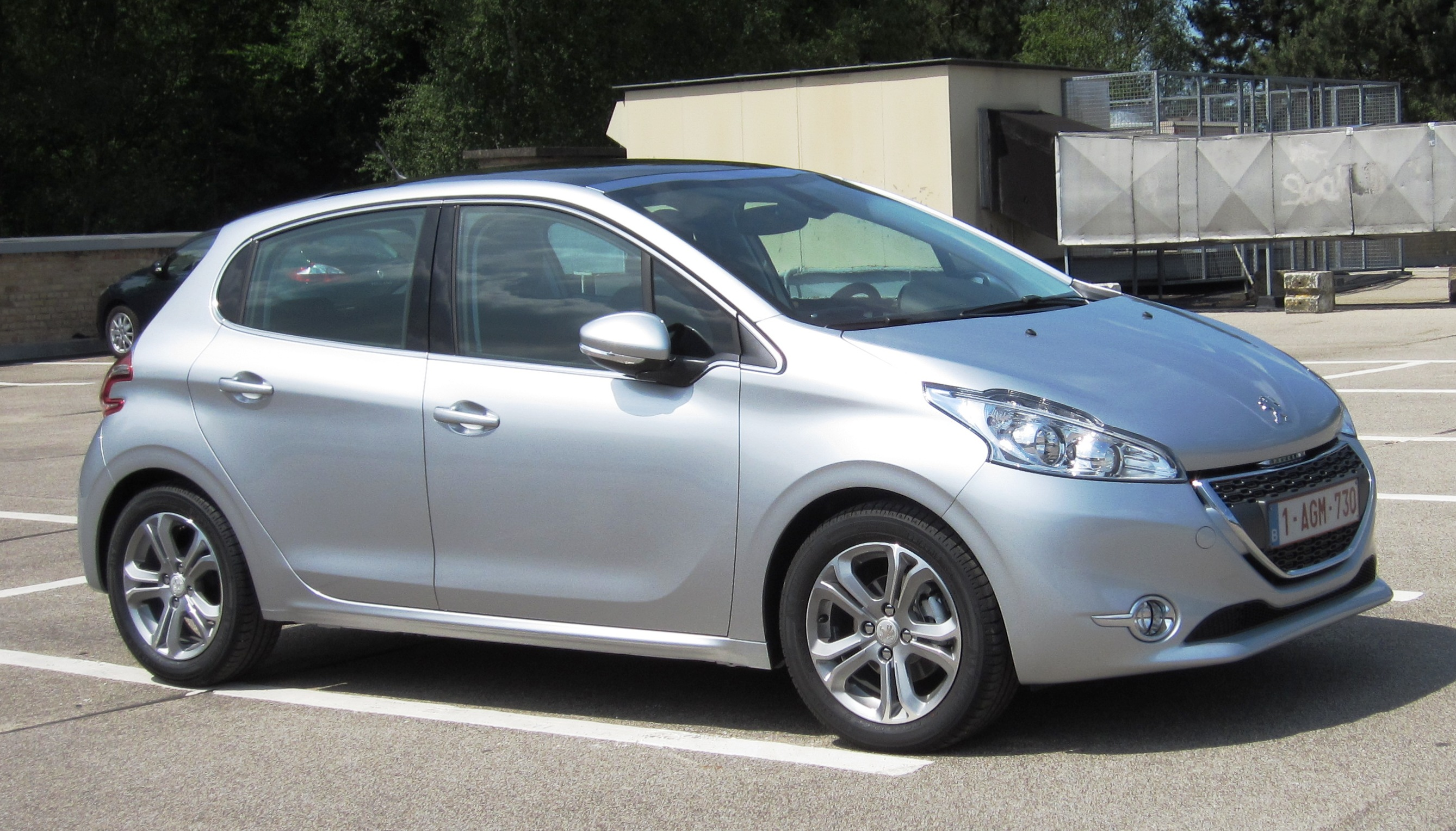
Peugeot 208 I.
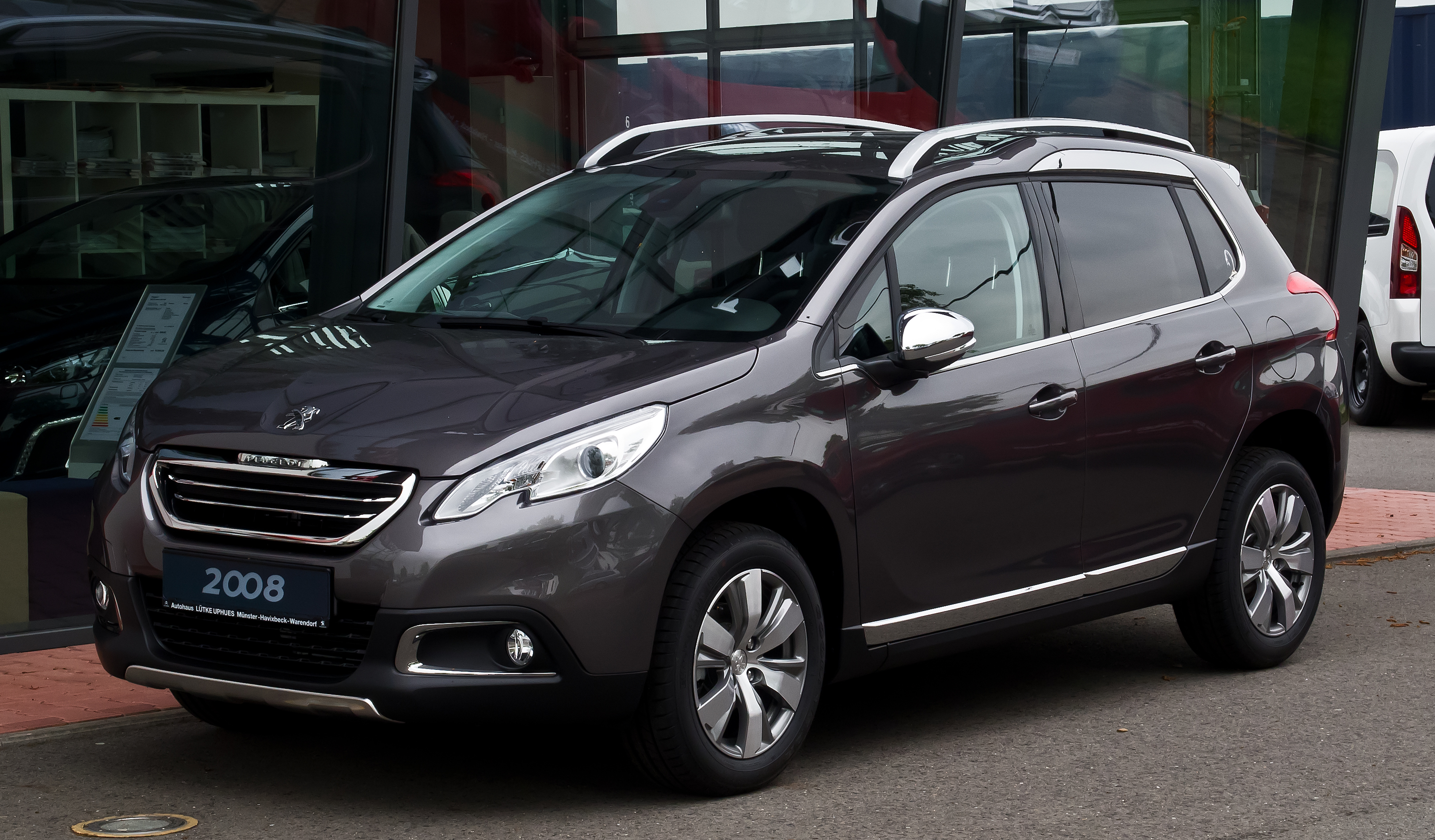
Peugeot 2008 I.